# Кислянка (приток Деревнянки)
Кислянка (укр. Кислянка) — река в Яворовском и Львовском районах Львовской области Украины. Правый приток реки Деревнянка (бассейн Вислы).
Длина реки 12 км, площадь бассейна 44,1 км². Русло слабоизвилистое, в нижнем течении местами выпрямленное и канализированное. Пойма сравнительно широкая, в верхнем течении узкая, местами односторонняя.
Берёт начало между лесистыми холмами Расточья к юго-западу от села Козулька. Течёт преимущественно на северо-восток сначала через Расточье, в средней и нижней части — в пределах Надбужанской котловины. Впадает в Деревнянку к северу от села Бор-Кунинский.
Основной приток — Червонец (левый).